# Россети Северо-Запад
ПАО «Россети Северо-Запад» — крупнейшая сетевая организация на Северо-Западе России, дочернее общество ПАО «Россети». Осуществляет передачу и распределение электроэнергии на территории двух республик — Карелия, Коми, а также пяти областей — Архангельской, Вологодской, Мурманской, Новгородской и Псковской.

## История
Открытое акционерное общество «Межрегиональная распределительная сетевая компания Северо-Запада» учреждено по решению единственного учредителя ОАО РАО «ЕЭС России» (Распоряжение председателя правления ОАО РАО «ЕЭС России» от 9 декабря 2004 года № 153р) и зарегистрировано 23 декабря 2004 года. Уставный капитал на момент учреждения составлял 10 млн рублей и был разделён на 100 млн.обыкновенных акций.
Первоначальная конфигурация ОАО «МРСК Северо-Запада» была утверждена ОАО РАО «ЕЭС России» 23 апреля 2004 года. В соответствии с ней в зону ответственности общества входили распределительные сети объединённой энергосистемы Северо-Запада: ОАО «Архэнерго», ОАО «Карелэнерго», ОАО «Колэнерго», ОАО «АЭК „Комиэнерго“», ОАО «Ленэнерго», ОАО «Новгородэнерго», ОАО «Псковэнерго» и ОАО «Янтарьэнерго».
В соответствии с решением Совета директоров ОАО РАО «ЕЭС России» от 27 апреля 2007 года в состав ОАО «МРСК Северо-Запада» включено ОАО «Вологдаэнерго», ранее входившее в состав ОАО «МРСК Центра и Северного Кавказа», и исключено ОАО «Ленэнерго».
Совет директоров ОАО РАО «ЕЭС России» на заседании 26 октября 2007 года счёл нецелесообразным включение ОАО «Янтарьэнерго» в конфигурацию одной из МРСК. Пакет акций ОАО «Янтарьэнерго» передан в ОАО «Холдинг МРСК», которое сформировано в ходе завершающей реорганизации ОАО РАО «ЕЭС России».
Распоряжением Правительства Российской Федерации № 1857-р от 19.12.2007 года принято решение о формировании предусмотренными законодательством Российской Федерации способами до 31 декабря 2008 года межрегиональных распределительных сетевых компаний на базе принадлежащих ОАО РАО «ЕЭС России» акций открытых акционерных обществ энергетики и электрификации с целью обеспечения контроля Российской Федерации за деятельностью территориальных сетевых организаций.
25 декабря 2007 года Правление ОАО РАО «ЕЭС России», выполняющее функции общего собрания акционеров ОАО «МРСК Северо-Запада» приняло решение о реорганизации общества в форме присоединения к нему ОАО «Архэнерго», ОАО «Вологдаэнерго», ОАО «АЭК „Комиэнерго“», ОАО «Карелэнерго», ОАО «Колэнерго», ОАО «Новгородэнерго», ОАО «Псковэнерго».
Также было принято решение об увеличении уставного капитала ОАО «МРСК Северо-Запада» на 9 568 700 000 рублей путём конвертации акций семи распределительных сетевых компаний и размещении дополнительных обыкновенных именных акций в количестве 95 687 000 000 штук номинальной стоимостью 0,1 рубль.
27 декабря 2007 года Совет директоров ОАО «МРСК Северо-Запада» принял решение о создании семи филиалов компании. С 1 апреля 2008 года ОАО «МРСК Северо-Запада» действует как единая операционная компания. В её состав входят семь филиалов — «Архэнерго», «Вологдаэнерго», «Карелэнерго», «Колэнерго», «Комиэнерго», «Новгородэнерго», «Псковэнерго».
В апреле 2008 года было сформировано правление ОАО «МРСК Северо-Запада».
С 27 мая 2008 года обыкновенные именные акции ОАО «МРСК Северо-Запада» допущены к торгам на фондовой бирже РТС, с 29 мая 2008 года — к торгам на фондовой бирже ММВБ. В декабре 2008 года ОАО «МРСК Северо-Запада» прошло процедуру листинга на ММВБ. Обыкновенные именные бездокументарные акции компании включены в раздел «Котировальный список „Б“» списка ценных бумаг. 
3 июля 2015 года фирменное наименование изменено на Публичное акционерное общество «Межрегиональная распределительная сетевая компания Северо-Запада» (ПАО «МРСК Северо-Запада»).
В июне 2019 года компания начала использовать в корпоративных и внешних коммуникациях, а также на всех носителях фирменного стиля зонтичный товарный знак «Россети» с региональной привязкой — «Россети Северо-Запад».
23 августа 2021 года фирменное наименование изменено на Публичное акционерное общество «Россети Северо-Запад» (ПАО «Россети Северо-Запад»). 23 августа 2021 года в Единый государственный реестр юридических лиц внесена запись о государственной регистрации устава общества новой редакции, включающего новое наименование.
Уставный капитал компании в 2018 году составлял 9,6 млрд. рублей. 55,38% акций ПАО «Россети Северо-Запад» принадлежало ПАО «Россети».

## Руководство
С момента образования и до 1 июля 2008 года компанию возглавлял Вениамин Пинхасик, с 1 июля 2008 года генеральным директором являлся Александр Кухмай, до нового назначения занимавший пост первого заместителя — главного инженера ОАО «МРСК Северо-Запада». 1 июля 2012 года генеральным директором избран Сергей Титов. С 25 апреля 2014 года исполняющим обязанности генерального директора назначен Александр Летягин, пост генерального директора занял 29 июля 2014 года. 11 октября 2018 года компанию возглавил Пидник Артем Юрьевич.

## Деятельность
Основная задача «Россети Северо-Запад» — обеспечение эффективного управления распределительным сетевым комплексом семи территорий Северо-Западного федерального округа России для надежного электроснабжения потребителей. Территория обслуживания компании — 1,4 млн кв. км с населением около 5,8 млн человек. Общая протяженность воздушных и кабельных линий электропередачи составляет 177,31 тыс. км. Количество подстанций 35 кВ и выше, состоящих на балансе, — 1 191 шт., установленная мощность силовых трансформаторов подстанций составляет 19,67 тыс. МВА.

### Рейтинговые оценки
- Рейтинговое агентство АКРА в 2018 году присвоило ПАО «Россети Северо-Запад» рейтинговую оценку AA+(RU) со стабильным прогнозом. Рейтинг ежегодно подтверждается (2019-2025)[22].
- Рейтинговое агентство «Эксперт РА» в 2024 году присвоило компании кредитный рейтинг на уровне ruAA. Кроме того, в 2014 году агентство присвоило ПАО «Россети Северо-Запад» рейтинг качества управления на уровне A++.gq (высшая оценка качества корпоративного управления[23]) и ежегодно его подтверждает (2015-2025)[24].
- Рейтинговое агентство AK&M в 2020 году присвоило компании рейтинг нефинансовой отчетности на уровне - RESG 2, а в 2021 подняло его до уровня RESG 1 (высший уровень раскрытия информации об устойчивом развитии в отчетах) и ежегодно подтверждает его на этом уровне (2022-2025)[25][26].

## Филиалы
В компании действует филиалы в семи регионах:
- Архангельская область;
- Вологодская область;
- Республика Карелия;
- Мурманская область;
- Республика Коми;
- Новгородская область
- Псковская область